# Cantó de Château-Gontier-Est
El cantó de Château-Gontier-Est és un cantó francès del departament del Mayenne, situat al districte de Château-Gontier. Té 4 municipis i part del de Château-Gontier.

## Municipis
- Azé
- Château-Gontier (part)
- Fromentières
- Ménil
- Saint-Fort

| Data d'elecció                           | Identitat       | Partit                    | Qualitat |
| ---------------------------------------- | --------------- | ------------------------- | -------- |
| 1985-2004                                | Marcelle Chiron | Divers droite             |          |
| 2004-                                    | Philippe Henry  | Divers droite, després AC |          |
| Les dades anteriors no són pas conegudes |                 |                           |          |
|                                          |                 |                           |          |